# Gérard Laumon
Gérard Laumon, né le 7 mai 1952 dans le 4e arrondissement de Lyon, est un mathématicien français. Ancien élève de l'École normale supérieure, il a étudié à l'université d'Orsay, où il a passé sa thèse en 1983 sous la direction de Luc Illusie.  Il est membre de l'Académie des sciences depuis 2004.

## Biographie
Il a dirigé les thèses, entre autres, de Laurent Lafforgue et Ngô Bảo Châu, tous les deux ayant reçu la médaille Fields respectivement en 2002 et 2010, et de Sophie Morel, laquelle a reçu un prix de la Société mathématique européenne en 2012.
En 2004, Gérard Laumon et Ngô Bảo Châu ont reçu le Clay Research Award pour avoir apporté la preuve, dans le cas des groupes unitaires, du lemme fondamental  de Langlands et Shelstad (en), un élément clé du programme de Langlands en théorie des nombres.
Il est marié à Geneviève Raugel.

## Principales étapes de sa carrière
- 1972-1976 : École normale supérieure
- 1975 : agrégation de mathématiques
- 1976-1984 : assistant à l'université Paris-Sud
- 1983 : Thèse d’État
- 1985-1989 : Chargé de recherche CNRS Université Paris-Sud
- 1989-2018 : directeur de recherche CNRS à l'université Paris-Sud
- 2000-2008 : directeur de l’équipe d'arithmétique et de géométrie algébrique d'Orsay
- 2005 : membre de l’Académie des sciences[4]
- 2005-2008 : membre du Comité national du CNRS
- 2012 : membre de l'American Mathematical Society[5]
- 2013 : membre de l'Academia europaea[6]
- 2015-2018 : membre du comité scientifique international de l'INSMI
- 2018- : directeur de recherche émérite CNRS à l'université Paris-Sud

## Principales contributions à sa recherche

### La transformation de Fourier-Deligne et ses applications[7],[8]
Dans une série de travaux, dont une partie est antérieure à son entrée au CNRS, Gérard Laumon a montré comment un analogue l-adique du principe de la phase stationnaire permettait de démontrer la formule du produit pour les constantes des équations fonctionnelles des fonctions L sur les corps de fonctions, et aussi de donner une nouvelle démonstration de la conjecture de Weil prouvée par Deligne. Il a aussi défini des transformations de Fourier locales qui ont joué un rôle dans la preuve par Henniart de la correspondance de Langlands locale numérique.

### Correspondance de Langlands géométrique, un analogue global du cône nilpotent, faisceaux automorphes liés aux séries d’Eisenstein[9]
Dans une série de travaux, il a proposé une généralisation conjecturale de la construction géométrique par Drinfeld des formes automorphes associées aux représentations de Galois de rang 2 sur les corps de fonctions. Il a défini un analogue global du cône nilpotent, qui s’est révélé ultérieurement être la fibre en 0 de la fibration de Hitchin, et qui contrôle les singularités des faisceaux automorphes. Il a aussi introduit des analogues géométriques des séries d’Eisenstein.

### Modules de Drinfeld: cohomologie à supports compacts[10],[11]
Utilisant la formule des traces non invariante d'Arthur sur les corps de fonctions, Gérard Laumon a obtenu, avec l'aide de J.-L. Waldspurger, une expression pour la fonction zêta de la cohomologie à supports compacts des variétés modulaires de Drinfeld de rang d en termes de fonctions L automorphes. En utilisant de plus la conjecture de Deligne sur la formule des traces de Lefschetz (conjecture démontrée par Pink dans la situation considérée et par Fujiwara en général), il a obtenu en outre une formule explicite pour la cohomologie à supports compacts des variétés modulaires de Drinfeld de rang d en tant que module virtuel sur le produit du groupe de Galois du corps de fonctions et de l'algèbre de Hecke. L'ingrédient nouveau est l'existence de pseudo-coefficients très cuspidaux pour la représentation de Steinberg de PGLd sur un corps local non archimédien.

### D-faisceaux elliptiques et conjecture de Langlands locale[12]
ll s’agit d’un travail en collaboration avec M. Rapoport et U. Stuhler de l'université de Wuppertal dans le cadre d’un projet Procope. Dans ce travail, ils ont étudié les variétés de modules des D-faisceaux elliptiques. Ce sont des variantes compactes des variétés modulaires de Drinfeld. Ils ont calculé leur cohomologie l-adique et ont obtenu une correspondance globale entre représentations automorphes pour des algèbres à division sur un corps de fonctions et représentations l-adiques du groupe de Galois de ce même corps de fonctions. Cette correspondance sert d’outil pour construire une correspondance locale entre représentations irréductibles cuspidales de GLd(F) et représentations complexes irréductibles de dimension d du groupe de Galois de F pour un corps local non archimédien F de caractéristique p>0. La correspondance ainsi construite préserve les facteurs L et epsilon de paires, est compatible avec le corps de classe abélien, commute à la contragrédiente et est bijective.

### Positivité de caractéristiques d’Euler-Poincaré
Gérard Laumon a démontré que la caractéristique d’Euler-Poincaré de tout faisceau pervers l-adique sur un tore algébrique sur un corps algébriquement clos est positive (en caractéristique 0, ce résultat avait été obtenu auparavant par Loeser et Sabbah).

### Cohomologie à supports compacts des variétés de Shimura associées à GSp4(Q)[13]
En suivant la même méthode que celle qu'il a développée pour GLd sur les corps de fonctions, il est en principe possible de calculer la cohomologie à supports compacts des variétés de Shimura attachées à un groupe réductif G sur un corps de nombres, en tant que module virtuel sur le produit du groupe de Galois et de l'algèbre de Hecke (la méthode marche très bien dans le cas des courbes modulaires classiques et même encore mieux dans le cas des variétés de Hilbert-Blumenthal). Bien entendu, dès que le groupe G n’est plus un groupe linéaire, les phénomènes de L-indiscernabilité créent des difficultés nouvelles. Cependant, utilisant les résultats de Kottwitz (formule pour le nombre des points sur les corps finis des variétés de Shimura, stabilisation partielle de la formule des traces...), de Clozel, Labesse, Hales, Waldspurger (lemme fondamental) et d’Arthur (calcul de résidus), il a pu mener à bien le calcul de cette cohomologie à supports compacts dans le cas G = GSp4(Q) (la variété de Shimura est alors une variété de modules de surfaces abéliennes principalement polarisées).

### Nombres de Betti des champs deG-fibrés sur une courbe
Dans ce travail, M. Rapoport et Gérard Laumon ont montré comment inverser une formule de récurrence d’Atiyah et Bott pour les nombres de Betti du champ des G-fibrés semi-stables sur une surface de Riemann compacte connexe. Pour cela, suivant une suggestion de Kottwitz, ils ont utilisé un lemme clé de Langlands sur la combinatoire des paraboliques dans G.

### Faisceaux automorphes pour GLn: la première construction de Drinfeld
Dans  deux exposés donnés lors d’un colloque qu'il a organisé conjointement avec Beauville, Drinfeld, Henniart et Lazslo à Luminy (juin 1995), il reprend et améliore les résultats qu'il avait obtenus en 1986-1987 sur la première construction de Drinfeld des faisceaux automorphes pour GLn sur un corps de fonctions. En particulier, il peut maintenant formuler une conjecture précise de descente pour n arbitraire.

### Transformation de Fourier-Mukai
Gérard Laumon a rédigé au printemps 1995 une nouvelle version d’une pré-publication de l'IHES (1985) concernant une extension de la transformation de Fourier-Mukai pour les O-modules sur les variétés abéliennes aux D-modules. Dans cette nouvelle version il définit plus généralement une transformation de Fourier pour les modules sur les 1-motifs généralisés qui englobe toutes les transformations de Fourier géométriques existantes en caractéristique nulle. Cette transformation peut être vue comme la correspondance de Langlands géométrique pour GL(1) et sert de modèle pour cette correspondance pour d'autres groupes.

### Champs algébriques[14]
En mars 1996, il a commencé avec L. Moret-Bailly la rédaction d'un livre sur les champs algébriques. Une version préliminaire de ce travail a fait l'objet d’une pré-publication de l'université Paris-Sud. La version finale a été publiée dans la série Ergebnisse der Mathematik par Springer-Verlag en 1999.

### Transformation de Fourier homogène
Lors de la préparation de son exposé au séminaire Bourbaki sur les travaux de Frenkel, Gaitsgory et Vilonen sur la correspondance de Drinfeld-Langlands, il a défini une transformation de Fourier homogène qui prolonge la transformation de Radon géométrique et qui a l’avantage de ne pas dépendre de la caractéristique.

### Fibres de Springer, jacobiennes compactifiées et lemme fondamental pour les groupes unitaires
Il a montré que les fibres de Springer qui interviennent dans le lemme fondamental pour les groupes unitaires sont des revêtements de jacobiennes compactifiées de courbes singulières. En particulier, elles admettent des déformations naturelles. Grâce à ces déformations il a pu ramener le lemme fondamental pour les groupes unitaires à une conjecture de pureté de Goresky, Kottwitz et MacPherson.

### Le lemme fondamental pour les groupes unitaires[15]
Dans ce travail, en collaboration avec Ngô Bao Châu, ils ont établi le lemme fondamental de Langlands-Shelstad pour les groupes unitaires de rang n>p sur les corps locaux non archimédiens de caractéristique p>0. Le cas des groupes unitaires de rang n>p sur les corps locaux non archimédiens de caractéristique 0 et de caractéristique résiduelle p>0 s’en déduit d’après des résultats antérieurs de Hales et Waldspurger. La nouveauté par rapport à ses travaux précédents est l’utilisation de la fibration de Hitchin qui fournit des familles de jacobiennes compactifiées liées à la théorie des groupes.

### Le lemme fondamental pondéré dans le cas non ramifié[16]
Dans ce travail, en collaboration avec P.-H. Chaudouard, ils ont étendu un argument de Goresky, Kottwitz et MacPherson pour le lemme fondamental ordinaire au cas du lemme fondamental pondéré. Rappelons que le lemme fondamental pondéré est une série d'identités combinatoires entre intégrales orbitales pondérées qui ont été formulées par Arthur et qui sont nécessaires pour compléter la stabilisation de la formule des traces et pour prouver le transfert endoscopique de Langlands.
Tout comme Goresky, Kottwitz et MacPherson, ils n'ont obtenu qu’un résultat partiel (seuls les éléments homogènes dans les tores non ramifiés sont accessibles par la méthode).
La géométrie du lemme fondamental pondéré fait intervenir de façon majeure une compactification toroïdale du tore dual et sa cohomologie cohérente.

### Le lemme fondamental pondéré[17],[18]
Dans un travail en collaboration avec P.-H. Chaudouard, ils ont étendu au lemme fondamental pondéré conjecturé par Arthur la démonstration de Ngô Bao Châu du lemme fondamental ordinaire de Langlands-Shelstad.
Une première partie consiste en la définition d’une notion de stabilité avec poids, intermédiaire entre stable et semi-stable, pour les fibrés de Higgs, notion de stabilité qui permet de tronquer la fibration de Hitchin de telle sorte que l’espace total de la fibration de Hitchin ainsi tronqué soit lisse sur le corps de base et que la fibration elle-même soit propre.
Dans une seconde partie, ils ont étendu les arguments cohomologiques de Ngô Bao Châu à cette fibration de Hitchin. Une application de la formule des traces de Grothendieck-Lefschetz permet d'en déduire, par récurrence, une version globale du lemme fondamental pondéré d'Arthur pour les corps de fonctions. Un passage standard du global au local donne le lemme fondamental pondéré en égales caractéristiques pour les algèbres de Lie. Le lemme fondamental pondéré d'Arthur pour les groupes en inégales caractéristiques s'ensuit grâce aux travaux de Waldspurger.

### Comptage des points de la fibration de Hitchin
Depuis un peu plus de deux ans, il cherche avec Pierre-Henri Chaudouard à compter le nombre des points de la partie stable de la fibration de Hitchin. ll revient au même que calculer des intégrales orbitales pondérées nilpotentes globales qui interviennent dans la formule des traces d’Arthur-Selberg.
Ils ont obtenu des résultats partiels pour les orbites nilpotentes régulières par blocs et de carré nul.

### Extension du théorème du support
Le théorème du support de Ngô Bao Châu pour la partie elliptique de la fibration de Hitchin, est un outil essentiel dans sa preuve du lemme fondamental de Langlands et Shelstad. Avec Pierre-Henri Chaudouard, ils l'ont étendu à la partie hyperbolique dans leur travail sur le lemme fondamental pondéré. Dans cet article, ils l’étendent à toute la fibration de Hitchin.

### Transformations de Fourier pour les groupes réductifs sur les corps finis
Depuis plusieurs années, Laurent Lafforgue propose une nouvelle approche pour établir la fonctorialité en toute généralité. Cette approche avait déjà été considérée en partie par Braverman et Kazdhan en 1998.
Transposée dans le cas des groupes réductifs sur les corps finis, cette approche suggère l’existence d’une transformation de Fourier involutive, non connue à ce jour, associée à un groupe réductif G sur un corps fini et à un homomorphisme du groupe dual G dans un groupe linéaire GL(n). La définition est spectrale et donc non explicite. Quelques tests montrent qu’une telle transformation pourrait être donnée par un noyau calculable à l’aide de sommes du type Kloostermann.

## Audience internationale

### Édition
- Éditeur en chef des Annales scientifiques de l'École normale supérieure (1991-1996)
- Éditeur à Manuscripta Mathematica (1997-2005)
- Éditeur à Inventiones mathematicae (2000-2010)
- Membre du comité des programmes du Congrès international des mathématiciens de Beijing (2002)
- Membre du comité scientifique de l'Institut de recherches mathématiques d'Oberwolfach (depuis 2010)
- Éditeur aux Publications mathématiques de l'IHÉS (2011-2014)
- Éditeur de la série Ergebnisse der Mathematik und ihrer Grenzgebiete (2004-)

### Invitations
- Université Harvard (1986, 3 mois).
- MSRI de Berkeley (1986-1987, 6 mois).
- Université Harvard (1988, 3 mois).
- Université du Minnesota (1989, 3 mois).
- Caltech, Pasadena (1991, 3 mois).
- Université de Toronto (1993, 2 mois).
- IAS de Princeton (1994, 3 mois).
- Université du Minnesota (1996, 3 mois).
- Caltech, Pasadena (1998, 3 mois).

Plusieurs invitations d’un mois : IAS de Princeton, Fields Institute de Toronto, université de Cambridge, Centre Bernoulli de l’EPFL à Lausanne, etc.

### Prix et distinctions
- Médaille d'argent du CNRS (1980)[19]
- Prix Ernest-Dechelle de l'Académie des sciences (1992)
- Conférencier invité au congrès international des mathématiciens de Kyoto (1994)
- Présentateur des travaux de Laurent Lafforgue au congrès international des mathématiciens de Pékin (2002)
- Clay Research Award, partagé avec Ngô Bao Châu (2004)
- Conférencier invité au congrès international des mathématiciens de Madrid (2006)
- Chevalier de la Légion d'honneur, promotion du 31 décembre 2010
- Avec Pierre-Henri Chaudouard, Compositio Prize 2012 pour le meilleur article paru dans la revue entre 2010 et 2012